# Thomas Kennedy (Politiker, 1887)

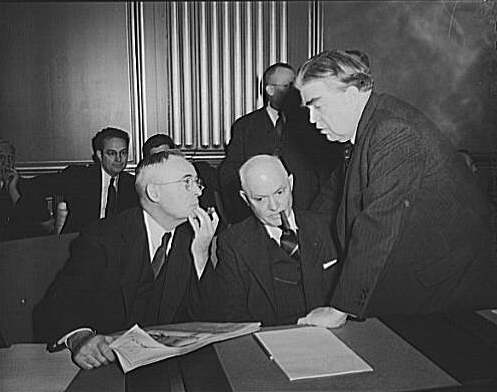
Thomas Kennedy (links) bei einer Sitzung des National War Labor Board im Jahr 1943; rechts John L. Lewis.

Thomas Kennedy (* 2. November 1887 in Lansford, Carbon County, Pennsylvania; † 19. Januar 1963 in Hazleton, Pennsylvania) war ein US-amerikanischer Gewerkschafter und Politiker. Zwischen 1935 und 1939 war er Vizegouverneur des Bundesstaates Pennsylvania.

## Werdegang
Thomas Kennedy entstammte einer im Bergbau tätigen Familie. Sein Vater kam im Jahr 1903 bei einem Minenunfall ums Leben. Er wurde Mitglied der United Mine Workers of America (UMWA). Dieser Gewerkschaft blieb er sein Leben lang verbunden. Seit 1903 bekleidete er innerhalb dieser Organisation verschiedene Funktionen, zunächst auf lokaler und später auf Bundesebene. Seine Gewerkschaftsämter behielt er auch während seiner Zeit als Vizegouverneur. Von 1925 bis 1947 war er Schatzmeister, danach bis 1960 Vizepräsident und dann als Nachfolger von John L. Lewis bis zu seinem Tod Präsident dieser Gewerkschaft.
Politisch war Kennedy Mitglied der Demokratischen Partei. In den Jahren 1936, 1940, 1956 und 1960 nahm er als Delegierter an den jeweiligen Democratic National Conventions teil. 1934 wurde er an der Seite von George Howard Earle zum Vizegouverneur von Pennsylvania gewählt. Dieses Amt bekleidete er zwischen 1935 und 1939. Dabei war er Stellvertreter des Gouverneurs und Vorsitzender des Staatssenats. Während des Zweiten Weltkrieges gehörte er zeitweise dem National War Labor Board an. Thomas Kennedy starb am 19. Januar 1963 nach längerer Krankheit, die ihn 1962 dazu zwang, einige Aufgaben als Präsident der UMWA an seinen Stellvertreter W. A. Boyle zu delegieren, der dann auch sein Nachfolger wurde.